# Буріслев Сверкерссон
Буріслев Сверкерссон (? — після 1173) — король Швеції у 1167–1173 роках, боровся з Еріками.

## Життєпис
Походив з династії Сверкерів. Син Сверкер I, короля Швеції, та Рикси, доньки Болеслава III П'яста, короля Польщі. Отримав ім'я на честь діда (тільки на шведський манер).
У 1167 році після вбивства свого зведеного брата Карла висунув свої права на трон. Буріслев разом з братом Колєм стали фактичними свіправителями Кнута Ерікссона. Втім влада Буріслева здебільшого обмежувалася Естерйотландом.
У 1173 році Буріслев Сверкерссон разом з братом зазнав поразки у битві при Б'єльбу в Естерйотланді. Його подальша доля невідома. Ймовірно загинув, а за іншими відомостями перебрався до родичів у Польщі.